# 日吉神社 (郡上市)
日吉神社（ひよしじんじゃ）は、岐阜県郡上市に鎮座する神社である。
大神楽は岐阜県重要無形民俗文化財に指定されている。毎年4月第3土・日曜日の春祭では、八幡神社、岸剱神社とともに大神楽競演が行われる。

## 祭神
- 大山咋神

## 由緒
- 創建時期は不明。安土桃山時代以前よりこの地には小さな祠が存在していたという。
- 天正年間、郡上八幡城城主遠藤慶隆が戦勝祈願、城の鎮護のために、この祠に安久田村（後の相生村。八幡町を経て現・郡上市）の日吉社を勧請合祀し、社殿を造営する。
- 一時衰退するが、正保2年（1645年）に再興される。以後歴代郡上八幡城城主により保護される。
- 明治時代には旧社格制度により、郷社に指定された[2]。

## 境内社
- 稲荷神社

## 交通機関
- 長良川鉄道郡上八幡駅より約1km